# Микулашова
Микулашова місц. назва Никлова або Мікулашова (словац. Mikulášová) — село в Словаччині, Бардіївському окрузі Пряшівського краю. Розташоване в північно-східній частині Словаччини в північній частині Низьких Бескидів в долині Ондави.
Вперше згадується у 1414 році. Населене українцями, але після Другої світової війни — під загрозою переселення в УССР — абсолютна більшість селян переписалася на словаків та русинів.
В селі була дерев'яна церква з 18 ст., у 1926 році перенесена в скансен в курорті Бардіїські Купелі. Зараз в селі є греко-католицька та православна церкви а також осередок Свідків Єгови.

## Населення
| Рік:            | 1993 | 2003     | 2013     | 2023    |
| --------------- | ---- | -------- | -------- | ------- |
| Кількість осіб: | 171  | 150      | 133      | 125     |
| Різниця:        |      | -12,28 % | -11,33 % | -6,01 % |

| Рік:            | 2022 | 2023    |
| --------------- | ---- | ------- |
| Кількість осіб: | 131  | 125     |
| Різниця:        |      | -4,58 % |

В селі проживає 136 осіб.
Національний склад населення (за даними останнього перепису населення — 2001 року):
- словаки — 56,21 %
- русини — 32,68 %
- українці — 10,46 %
- чехи — 0,65 %

Склад населення за приналежністю до релігії станом на 2001 рік:
- православні — 54,25 %,
- греко-католики — 28,76 %,
- римо-католики — 1,31 %,
- не вважають себе віруючими або не належать до жодної вищезгаданої церкви — 1,96 %